# James Arthur (matemàtic)
James Greig Arthur (nascut el 18 de maig de 1944) és un matemàtic canadenc que treballa en anàlisi harmònica, i l'expresident de la Societat Americana de Matemàtiques. Actualment es troba en el Departament de Matemàtiques de la Universitat de Toronto.
Nascut a Hamilton, Ontario, Arthur va rebre una llicenciatura de la Universitat de Toronto el 1966, i un Màster de Ciències de la mateixa institució el 1967. Va rebre el seu doctorat de la Universitat Yale el 1970. Arthur va ensenyar a Yale des de 1970 fins al 1976. Es va unir a la facultat de la Universitat de Duke el 1976. Ha estat professor de la Universitat de Toronto des de 1978. Per quatre vegades va ser professor visitant a l'Institut d'Estudis Avançats de Princeton entre 1976 i 2002.
Deixeble de Langlands, se'l coneix per la fórmula de la traça Arthur-Selberg, la generalització de la fórmula de la traça de Selberg de la caixa d'un rang (a causa de Selberg d'ell mateix) als grups reductius generals, una de les eines més importants per a la investigació sobre el programa de Langlands. També va presentar les conjectures d'Arthur.
El 1992 va ser elegit membre de la Royal Society. Va ser triat membre honorari estranger de l'Acadèmia Americana de les Arts i les Ciències en el 2003. El 2012 es va convertir en membre de la Societat Americana de Matemàtiques.